# 越前市武生第三中学校
越前市武生第三中学校（えちぜんし たけふだいさんちゅうがっこう）は、福井県越前市村国二丁目にある公立中学校である。略称は三中（さんちゅう）。
生徒は主に国高小学校、武生東小学校の出身者。

## 概要
1952年（昭和27年）国高中学校と北新庄中学校が合併して発足した。
マスコットキャラクターは武三郎とさくらである。

## 沿革
- 1952年（昭和27年）4月1日 - 武生市国高中学校、今立郡北新庄村北新庄中学校を合併し、武生市北新庄村組合立武生市武生第三中学校として開校する[2]。
- 1953年（昭和28年）4月1日 - 東元町、浪花町、北・南吾妻町、錦町、清川町、姫川町、旭町を学区に編入する。
- 1954年（昭和29年）7月3日 - 北新庄村の武生市編入により武生市立武生第三中学校と改称される。
- 1983年（昭和58年）7月5日 - 新校舎改築第1期工事に着工。
- 1984年（昭和59年）4月9日 - 新校舎使い初め式を行う。 　
  - 7月4日 - 新校舎改築第2期工事に着工。
- 1985年（昭和60年）4月8日 - 新校舎改築第1期工事普通教室棟の使い初め式を行う。
  - 6月3日 - 新校舎改築第3期工事に着工。
- 1986年（昭和61年）1月8日 - 新校舎改築第3期工事屋内体育館 の使い初め式を行う。
- 1987年（昭和62年）8月10日 - 新校舎改築第4期工事（本館・管 理棟）に着工する。
- 1988年（昭和63年）4月3日 - 新校舎改築第4期工事本館・管理 棟の使い初め式を行う。
  - 9月30日 - 校舎改築落成式を行う。
- 1996年（平成8年）4月1日 - 万葉中学校開校により北日野、北新庄地区の生徒が転校する。
- 2005年（平成17年）10月1日 - 武生市と今立町の合併により校名を越前市武生第三中学校とする。

## 部活動
運動部 
- 野球部
- 陸上部
- 男子ソフトテニス部
- 女子ソフトテニス部
- サッカー部
- バスケットボール部
- 男子卓球部
- 女子卓球部
- バレーボール部
- バドミントン部
- 剣道部(廃部)
- 水泳部

 文化部 
- 美術部
- 書道部
- 吹奏楽部